# Les Filles du botaniste
Pour plus de détails, voir Fiche technique et Distribution.
Les Filles du botaniste (植物园/植物園; The Chinese Botanist's Daughters) est un film franco-  canadien de Dai Sijie, sorti en 2006.

## Synopsis
Dans la République populaire de Chine des années 1980, Min, une orpheline russo-chinoise âgée d'environ vingt-cinq ans, a été choisie pour effectuer un stage d'un mois et demi chez un botaniste très réputé mais également très autoritaire. Celui-ci vit sur une île, où il travaille un immense jardin avec sa fille An (du même âge que Min), visités parfois par son fils Dan, devenu soldat et stationné au Tibet.
Petit à petit, An et Min se rapprochent et, nouant une relation homosexuelle, deviennent amantes.
Pressée par monsieur Chen d'épouser son fils, Min finit par accepter: les deux femmes ont fait le vœu de n'être jamais séparées. Mais dès le voyage de noces, Dan découvre que son épouse n'est plus vierge. Min retourne alors vivre sur l'île de monsieur Chen, qui finira par découvrir la nature des relations amoureuses entre sa fille et sa belle-fille.
La nuit où il les surprendra, il s'attaquera physiquement à Min, qui sera défendue par An. Il fera alors une crise cardiaque, mais, avant de mourir à l'hôpital, dénoncera leur relation aux policiers venus recueillir sa déposition. Min et An seront ensuite condamnées à mort (l'homosexualité, tant féminine que masculine, étant alors punie de la peine capitale en République populaire de Chine) par un tribunal du parti communiste chinois. Après leur exécution, la directrice de l'orphelinat de Min et un moine bouddhiste anonyme feront en sorte, par sympathie envers leur couple, de réunir leurs cendres près de la rivière où elles venaient parfois s'ébattre.

## Fiche technique
- Titre français : Les filles du botaniste
- Titre international : The Chinese Botanist's Daughters
- Réalisation : Dai Sijie
- Scénario : Dai Sijie et Nadine Perront
- Photographie : Guy Dufaux
- Direction artistique : An Bin
- Montage : Jean-François Bergeron
- Décors : Alain Veissier et Pham Quóc Trung
- Coproducteurs : Roger Frappier, Luc Vandal et Mario Sotela
- Costumes : Wang Xiaoyan
- Productrice déléguée : Lise Fayolle
- Société de production : EuropaCorp
- Société de distribution : EuropaCorp Distribution (France)
- Musique originale : Éric Lévi
- Lieux de tournage :  Viêt Nam[1]
- Genre : drame
- Langue : mandarin
- Sortie :  France 26 avril 2006
- Durée : 105 minutes
- Visa : 96.396
- Source : DVD

## Distribution
- Mylène Jampanoï : Li Min, orpheline
- Li Xiaoran : Chen An, la fille du botaniste
- Lin Dongfu : M. Chen, le botaniste
- Wang Weidong : Chen Dan, soldat et fils du botaniste
- Nguyen Van Quang : maître Wang
- Nguyen Nhur Quynh : la directrice de l'orphelinat
- Linh Thj Bich Thu : La femme en cuisine
- Phuong Thanh : la vendeuse de journaux
- Tuo Jilin : le juge
- Dinh Xuang Tung : policier
- Vuong Trach Vu : policier
- Drieu Van Chau : la serveuse du restaurant
- Chu Hung : l'homme à la cage

## Autour du film
Bien que l'homosexualité ait été dépénalisée depuis 2001 en République populaire de Chine, le tournage du film a été interdit dans ce pays et fut réalisé intégralement au Viêt Nam.